# بحر بيسايا

خريطة بحر بيساية في الوسط.

بحر بيساية أو بحر فيساية هو بحر في الفلبين، ويحيط به جزر بيساية، بيساية الشرقية والغربية تقع إلى الشرق والغرب، بينما تقع بيساية الوسطى إلى الجنوب. يحده جزر ماسبات من الشمال، ليتي من الشرق وسيبو ونيغروس إلى الجنوب وباناي إلى الغرب.
يصل البحر إلى بحر سيبويان من جهة الشمال الغربي عبر قناة جينتولو والبحر سامر إلى الشمال الشرقي، و بحر كاموتس إلى الجنوب الشرقي، و بحر بوهول إلى الجنوب عبر مضيق تانون وبحر سولو عبر مضيق جيماراس و خليج باناي. أكبر جزيرة في هذا البحر هي جزيرة بانتيان.